# Alien Breed II – The Horror Continues
Alien Breed II - The Horror Continues – gra komputerowa z gatunku strzelanin na platformę Amiga oraz Amiga CD32, wydana w roku 1993 przez firmę Team17. Stanowi oficjalną kontynuację gry Alien Breed z wieloma zmianami i usprawnieniami.
Gracz po raz kolejny wciela się w postać komandosa, który udaje się z pomocą dla stacji kosmicznej, która została opanowana przez rasę obcych. Wyboru komandosa dokonuje się spośród czterech dostępnych, przy czym każdy różni się początkowym wyposażeniem. Do eksterminacji wroga służy zestaw kilku rodzajów broni, które kupuje się za uzbierane w korytarzach pieniądze. Gracz natrafia na zamknięte drzwi, które otwiera się znalezionymi lub kupionymi kluczami, a także magazynki uzupełniające zapas amunicji oraz apteczki zwiększającą siły witalne.
Grę można toczyć w pojedynkę lub z drugim graczem. Wówczas na jednym ekranie rozgrywkę toczy para komandosów.
Do przejścia jest siedemnaście etapów, które rozgrywane są w pięciu różnych kompleksach stacji kosmicznej: teren przed bazą, kompleks cywilny, naukowy, militarny oraz siedlisko królowej obcych. Kompleksy połączone są przejściami bezpieczeństwa, w których w większości przypadków jest włączona sekwencja samodestrukcji dodatkowo utrudniająca rozgrywkę.

## Ciekawostki
- Podobnie jak w przypadku Alien Breed - Special Edition 92, pierwszy dysk z grą (w wersji dla chipsetu ECS) zawiera reklamówkę gier Assassin - Special Edition oraz Body Blows Galactic.
- Gra była za darmo dołączana do Alien Breed - Tower Assault w wydaniu dla Amigi CD32.
- Jest to pierwsza gra firmy Team17, która powstała w osobnych wersjach dla komputerów Amiga z układami ECS i AGA)[1].